# 백수장
백수장(1980년 12월 23일 ~ )은 대한민국의 배우이다.

## 주요 이력
1999년 연극배우 첫 데뷔하였고 2000년 뮤지컬배우 데뷔하였다.
그의 어머니는 작가 겸 서양화가 김채원이며 외조부는 시인 겸 수필가 김동환이고 이복 외숙부는 김영식 前 프랑스 주재 대한민국 대사관 영사 예하 비서관이며 동복 이모는 작가 김지원이다.

## 학력
- 서울예술대학교 영화과

## 출연작

### 영화
- 《만날 때까지》 (1999년) - 윤수 역
- 《구멍》 (2000년) - 주유원 역
- 《서브웨이 키즈》 (2002년) - 오석 역
- 《방과후 옥상》 (2006년) - 아이 2 역
- 《오프로드》 (2007년) - 은행강도 철구 역
- 《그녀들의 방》 (2009년) - 정은성 역
- 《날 놓아줘》 (2010년) - 레미 역
- 《제대로 걷기》 (2010년)
- 《달뜨는 도시》 (2011년)
- 《지각생들》 (2012년) - 지환 역
- 《꽃은 시드는게 아니라...》 (2012년) - 세원 역
- 《남쪽으로 튀어》 (2013년) - 카페회원 2 역
- 《자기소개서》 (2013년) - 고정규 역
- 《Joker》 (2013년) - 정규 역
- 《백 번째 오디션》 (2013년)
- 《향》 (2013년) - 정규 역
- 《얼굴》 (2013년)
- 《보청기》 (2013년)
- 《4학년 보경이》 (2015년) - 백 선배 역
- 《꿈보다 해몽》 (2014년) - 우연 친구 (전화 목소리) 역
- 《차이나타운》 (2015년) - 넘버투 역
- 《오늘영화》 (2015년) - 대일 역
- 《짐작보다 따뜻하게》 (2016년) - 백 피디 역
- 《시선 사이》 (2016년) - 주인집 아들 역
- 《범죄의 여왕》 (2016년) - 301호 오덕구 역
- 《낯선자들의 땅》 (2016년)
- 《마지막 고해》 (2016년) - 윤지호 역
- 《싱글라이더》 (2017년) - 인호 역
- 《박열》 (2017년) - 최영환 역
- 《노마드》 (2017년) - 동구 역
- 《미쓰백》 (2018년) - 김일곤 역
- 《창궐》 (2018년) - 박현 역
- 《얼굴들》 (2019년) - 현수 역
- 《배심원들》 (2019년) - 윤그림 역
- 《귀신의 향기》 (2019년) - 오 경장 역
- 《속물들》 (2019년) - 찰스 장 역
- 《프랑스여자》 (2020년) - 과거성우 역
- 《짬뽕비권》 (2022년) - 호룡 역
- 《더러운 돈에 손대지 마라》 (2024년) - 주기룡 역
- 《귀신들》 (2025년) - 그 역

### 드라마
- 2012년 MBC every1 토요드라마 《할 수 있는 자가 구하라》 - 백수장 역
- 2014년 네이버 tvcast 《썸남썸녀》 - 여자3호 전남친 역 (우정출연)
- 2016년 네이버 tvcast 《출출한 여자 시즌2》 - 수장 역
- 2016년 tvN 월화드라마 《치즈인더트랩》 - 주인집 손자 역
- 2017년 KBS2 월화드라마 《쌈 마이웨이》 - 김찬호 역
- 2017년 KBS2 단막극 《KBS 드라마 스페셜 - 만나게 해, 주오》 - 민대봉 역
- 2018년 OCN 주말드라마 《미스트리스》
- 2018년 OCN 주말드라마 《라이프 온 마스》
- 2019년 OCN 수목드라마 《구해줘 2》 - 수달 역
- 2020년 SBS 월화드라마 《아무도 모른다》 - 박진수 역
- 2020년 MBC 월화드라마 《365 : 운명을 거스르는 1년》 - 오명철 역
- 2020년 MBN 월화드라마 《나의 위험한 아내》 - 송유민 역
- 2022년 Seezn드라마 《가우스전자》 - 김문학 역
- 2022년 JTBC 주말드라마 《모범형사 2》 - 동욱의 형 역 (특별출연)
- 2023년 SBS 금토드라마 《모범택시 2》 - 김용민 역